# Gatik Ship Management
Gatik Ship Management ist eine indische Reederei mit Sitz in Mumbai, die im Jahre 2022 ein überraschendes Wachstum verzeichnete. Sie erhöhte ihren Bestand an Tankschiffen von zwei auf rund 60 und wurde so innerhalb kürzester Zeit zu einem der weltweit größten Unternehmen der Branche. 2023 wurden große Teile der Flotte, in Folge der Aufdeckung einer Verknüpfung zwischen Gatik und der russischen Regierung und einer Umgehung der westlichen Sanktionen, wieder abgemeldet bzw. unter der Flagge anderer Unternehmen registriert. Gatik transportiert überwiegend Erdölprodukte aus Russland nach Indien, ist aber auch der größte Kraftstoffexporteur in die EU.

## Geschichte
Laut Berichten von Financial Times (FT) und der unabhängigen indischen Website The Wire besaß Gatik Ship Management im Jahr 2021 nur zwei Chemikalientanker, erhöhte seinen Bestand an Tankschiffen bis April 2023 jedoch auf zwischen rund 60. Der Wert der Flotte wird mit 1,6 Milliarden US-Dollar beziffert.
Gatik Ship Management verschiffte so bis Mai 2023 rund 83 Millionen Barrel Erdöl und Erdölprodukte nach Indien, wobei rund die Hälfte aller Exporte von Rosneft ausgegangen sein soll. FT beruft sich in seiner Veröffentlichung auf den Analysten Kpler und vermutet Russland und die Rolle der westlichen Sanktionen hinter dem Aufschwung des Unternehmens. Es sei „unvermeidlich“ gewesen, dass Russland sein Erdöl auf anderen Wegen zu verschiffen suche und Gatik in diesem Kontext „das beste Beispiel“, so Kpler. Vor dem Ukraine-Krieg hatte Indien etwa 1 % seines Ölbedarfs aus russischen Quellen bezogen, 2023 waren es bereits 30 %.
Anfang Mai 2023 wurde bekannt, dass Gatik damit begonnen hatte einen Teil seiner Flotte zu verkaufen. Als Ursache wurde die Angst vor Sanktionen vermutet, nachdem Recherchen die Verknüpfung von Russland und Gatik aufgedeckt hatten. Kurze Zeit später hatte Gatik bereits einen großen Teil seiner Flotte abgemeldet und unter der Flagge anderer Unternehmen registriert. Viele westliche Unternehmen, unter anderem auch Lloyd’s Register, hatten zuvor verkündet, dass sie die Schiffe von Gatik nicht weiter versichern bzw. unterstützende Dienstleistungen anbieten würden. So war bis April 2023 bereits keines der Schiffe von Gatik mehr bei einer der großen und international anerkannten Gesellschaften versichert. Lloyd’s entzog ab dem 3. Juni die Zertifizierung für 21 der Schiffe von Gatik nachdem zuvor St. Kitts und Nevis 36 Schiffen von Gatik die Flagge entzogen hatte.

## Unternehmen
Gatik Ship Management hat seine Büros in der Neptune Magnet Mall, einem Geschäftsviertel in Mumbai.

## Flotte
Laut Angaben von VesselsValue hatte Gatik seine Flotte seit März 2022 um wenigstens 56 Tanker erweitert und verfügte so über rund 60 Schiffe. Damit gehörte das Unternehmen zu den führenden 20 Reedereien der Welt, die mehr als 50 Schiffe betreiben. Im Mai 2023 wurde eine Reduktion der Flotte bekannt. Laut S&P Global Market Intelligence wurden inzwischen wenigstens 30 Schiffe von Gatik abgemeldet und fahren unter neuen Flaggen.